# Daniel Pulvett Marin
Daniel Eduardo Pulvett Marin (24 de setembre de 1991) és un jugador d'escacs veneçolà invident que té el títol de Mestre Internacional des del 2010, i representa actualment la Federació Espanyola.
A la llista d'Elo de la FIDE de l'agost de 2022, hi tenia un Elo de 2522 punts, cosa que en feia el jugador número 16 (en actiu) de l'estat espanyol. El seu màxim Elo va ser de 2523 punts, a la llista de maig de 2022.

## Resultats destacats en competició
El 2009 fou campió del món juvenil per a cecs i deficients visuals disputat a Täby (Estocolm, Suècia). El 2013 fou tercer a l'Obert de Sitges amb 7 punts de 9 (el campió fou Karèn H. Grigorian) i que li va valer una norma de GM.
L'agost de 2015 fou quart de l'Obert de Figueres amb 6½ punts de 9, empatat amb el tercer classificat el francès Manuel Valles però amb pitjor desempat, i a mig punt del campió Axel Bachmann.
El juliol de 2022 va assolir la seva tercera i definitiva norma de Gran Mestre Internacional en quedar segon al fort torneig internacional “València, Cuna del Ajedrez”. Això el convertia en el segon invident de la història en assolir el títol de Gran Mestre, rere el polonès Marcin Tazbir.

### Participació en competicions internacionals per equips
Pulvett ha participat en dues Olimpíada per a Deficients Visuals els anys 2008 i 2012, representant Veneçuela al 1r tauler, amb un resultat de (+10 =4 –2), per un 75,0% de la puntuació. El 2012 obtingué la medalla d'or individual amb el resultat de (+5 =2 -0) i una performance de 2440.
El 2013 participà en el Campionat del Món de Deficients Visuals per equips, representant Veneçuela al 1r tauler, amb un resultat de (+7 =1 –0), per un 93,8% de la puntuació i una performance de 2510, obtinguent la medalla d'or individual.
Ha participat, representant Veneçuela, en diverses olimpíades d'escacs: l'any 2014 (com a 1r tauler), amb un resultat de (+0 =0 –1), per un 0,0% de la puntuació. També va participar en la de 2016 a Bakú, on formava equip amb José Rafael Gascón Del Nogal i Eduardo Iturrizaga Bonelli.